# Ingram (Pennsylvania)
Ingram  è una borough degli Stati Uniti d'America, nella contea di Allegheny nello Stato della Pennsylvania. Secondo il censimento del 2000 la popolazione è di 3.712 abitanti.

## Società

### Evoluzione demografica
La composizione etnica vede una prevalenza della razza bianca ( 95,42%) seguita da quella afroamericana (3,07%), dati del 2000.
| borough di Ingram Popolazione |       |
| 2000                          | 3.712 |
| Stima al 01-07-07             | 3.398 |